# Julio Maximiliano Bevacqua
Julio Maximiliano Bevacqua est un footballeur argentin né le 9 juin 1980 à Córdoba.

## Biographie
Au cours de sa carrière, il dispute 112 matchs en première division colombienne, inscrivant 50 buts.
Il joue également 27 matchs en première division portugaise, inscrivant deux buts.

## Clubs
- 1999-00 : San Lorenzo  Argentine
- 2000-01 : Club Almagro  Argentine
- 2001-02 : San Lorenzo  Argentine
- 2002-03 : Chacarita Juniors  Argentine
- 2003-04 : Independiente  Argentine
- 2004-05 : CA Belgrano  Argentine
- 2004-05 : San Lorenzo  Argentine
- 2005-06 : Sporting Braga  Portugal
- 2005-06 : Estrela da Amadora  Portugal
- 2006-07 : Portimonense SC  Portugal
- 2007-08 : Portimonense SC  Portugal
- 2007-08 : FC Vaduz  Liechtenstein
- 2008-   : Panthrakikos FC  Grèce